# Альфонсо Тельес де Молина
Альфонсо Тельес де Молина (исп. Alfonso Téllez de Molina; ок. 1262—1314) — кастильский аристократ, 7-й сеньор де Менесес, а также Тьедра, Монтеалегре, Грахаль-де-Кампос, Альба-де-Листе, Сан-Роман, Сан-Фелисес-де-Кастиллерия и половины Альбуркерке, знаменосец (альферес) короля Кастилии Санчо IV. Внук короля Леона Альфонсо IX.

## Семейное происхождение
Единственный сын Альфонсо Тельеса де Молина (1202—1272) и его третьей жены, Майор Альфонсо де Менесес, 6-й сеньоры де Менесес и Вильянуэва. Его бабушкой и дедушкой по отцовской линии были король Леона Альфонсо IX и королева Беренгела Кастильская, а по материнской линии он был внуком Альфонсо Тельеса де Менесеса «Эль-Мозо», 4-го сеньора Менесеса, и его первой жены, Марии Яньес де Лима. Он был братом Марии де Молина, супруги короля Кастилии Санчо IV.
После смерти своего дяди Альфонсо Тельеса де Менесеса, который был братом его матери, он стал сеньором Менесес, Тьедра, Монтеалегре, Грахаль-де-Кампос, Альба-де-Листе, Сан-Роман, Сан-Фелисес и половины Альбуркерке. В 1281 году его сестра Мария де Молина вышла замуж за инфанта Санчо, сына короля Кастилии Альфонсо X, который после смерти своего отца в 1284 году стал править как король Кастилии Санчо IV.
Санчо IV назначил его альфересом короля в 1288 году, и он занимал эту должность до 1295 года, когда его сменил Нуньо Гонсалес де Лара. Альфонсо Тельес де Молина всегда поддерживал свою сестру, королеву Марию де Молину, в спорах, которые королева имела с дворянством во времена меньшинств Фернандо IV и Альфонсо XI.
После смерти Фернандо IV Кастильского, скончавшегося в Хаэне 7 сентября 1312 года, на трон взошел его годовалый сын Альфонсо XI. Королева Мария де Молина и её сын инфанте Педро вместе с инфантом Хуаном, сыном Альфонсо X, были главными претендентами на роль наставников короля Альфонсо XI. На кортесах в Паленсии 1313 года, которые были первыми в правление Альфонсо XI, Альфонсо Тельес де Молина поддержал своего племянника, инфанта Педро Кастильского.
Великая хроника Альфонсо XI утверждает, что инфант Педро, брат Фернандо IV и стремившийся осуществить наставничество короля вместе со его матерью, отправился в кортесы Паленсии в сопровождении двенадцатитысячной армии после того, как завербовал её в Астурии и Кантабрии, и, согласно той же хронике, готовый ответить на обиды, которые причинил ему инфант Хуан и его сторонники, хотя в конце концов противостояния между сторонниками того и другого не произошло. На стороне инфантае Педро, которого поддерживали его тесть, король Арагона Хайме II, его дядя Альфонсо Тельес де Молина, Тельо Альфонсо де Менесес (сын первого), Хуан Альфонсо де Аро, сеньор Камерос, Родриго Альварес де лас Астуриас и Фернан Руис де Сальданья среди других богатых людей, а также пользовался поддержкой большей части андалусской знати, советов и знатных людей андалузской границы, а также магистров военных орденов Сантьяго, Калатрава и Алькантара, и различные авторы утверждают, что сторонники инфанте Педро и его матери намеревались защитить монархический институт от произвола и злоупотреблений властью, совершаемых старой кастильской знатью во главе с инфанте Хуаном и его сторонниками, которых они стремились укрепить ее перед лицом растущего укрепления монархии в царствование Фернандо IV.
Альфонсо Тельес де Молина умер в 1314 году, когда ему было примерно 52 года.

## Брак и потомство
Он женился на Терезе Перес де Астуриас, дочери Педро Альвареса де лас Астуриаса (+ 1286), сеньора Нореньи, и его жены Санчи Родригес де Лара, и в результате их брака родился сын:
- Тельо Альфонсо де Менесес (ум. 1315). После смерти отца он стал 8-м сеньором Менесес, а также Тьедра, Монтеалегре, Грахаль-де-Кампос, Альба-де-Листе, Сан-Роман, Сан-Фелисес и Вильягарсия-де-Кампос. Он женился на Марии де Португаль, дочери инфанта Альфонсо де Португаля и Виоланте Мануэль, сестре магната Дона Хуана Мануэля.